# Iliaș I.
Iliaș I., auch Ilie, (* vor 1432; † nach 1442) war ein Sohn aus der Ehe von Alexandru cel Bun mit einer Moldauerin namens Ana Neacșa. Er regierte vom 1. Januar 1432 bis zum November 1433 als Fürst des Fürstentums Moldau.
Iliaș war von Jagiello anlässlich seines Eides im Jahre 1433 zunächst das Gebiet um Sepenik zugesprochen worden.
Im Jahr 1433 wurde er von Fürst Stefan I., einem unehelichen Sohn Alexanders, abgelöst, der anlässlich seiner Huldigung die Herrschaft über das Sepeniker Gebiet und den Titel eines Wojwoden erhielt. Beide hatten zuvor mit ihrem verstorbenen Vater gegen Polen gekämpft und nach einem Jahr dem polnischen König die Huldigung angeboten. Im August 1435 schlossen die Brüder nach polnischer Vermittlung einen Vertrag und regierten bis zum Dezember 1442 gleichrangig jeweils mit dem Titel eines Herren des moldauischen Landes gemeinsam. Iliaș huldigte 1435 dem polnischen König in Lemberg, verzichtete offiziell auf das Sepeniker Gebiet und gelobte die Abgabe von Steuern und Tributleistungen. Seine Einkünfte erhielt er aus den nördlichen Landesteilen, Stefan seinerseits aus dem Gebiet um Vasluiu, Birlad, Tecuci, Olteni, Covurluiu und Chilia.
Stefans Gebiet war weit mehr den Übergriffen aus dem Osmanischen Reich ausgesetzt als das von Iliaș. Im Mai 1443 überfiel er mit der Unterstützung Johann Hunyadis, des späteren Regenten Ungarns, das Gebiet seines Bruders, eroberte es und ließ Iliaș nach türkischer und byzantinischer Gewohnheit blenden. Marinka, die Frau Iliaș und Schwester von Sophie Holszańska, der Gattin des polnischen Königs Władysław II. Jagiełło, flüchtete aus dem Land und überließ die Burgen des Sepeniker Gebietes den Polen. Stefan wurde später im Auftrag von Roman, dem Sohn des Iliaș, enthauptet.